# Dyomyx herberta
Dyomyx herberta là một loài bướm đêm trong họ Noctuidae.